# Joan Comorera Estarellas
Joan Comorera Estarellas, né le 6 mai 1972, est un homme politique espagnol membre de Initiative pour la Catalogne Verts.

## Biographie

### Vie privée
Il est divorcé et père d'une fille et deux fils.

### Activités politiques
Le 20 décembre 2015, il est élu sénateur pour Barcelone au Sénat et réélue en 2016.